# Margeirsson
Margeirsson ist ein isländischer Name.

## Herkunft und Bedeutung
Der Name ist ein Patronym und bedeutet Sohn des Margeir. Die weibliche Entsprechung ist Margeirsdóttir (Tochter des Margeir).

## Namensträger
- Finnur Orri Margeirsson (* 1991), isländischer Fußballspieler
- Ingólfur Margeirsson (1948–2011), isländischer Historiker und Autor
- Ragnar Margeirsson (1962–2002), isländischer Fußballspieler
- Veigar Margeirsson (* 1972), isländischer Komponist